# Museo storico didattico di giochi e giocattoli del Novecento
Il Museo storico didattico di giochi e giocattoli del novecento - La memoria giocosa, detto anche Bibliomuseo di giochi e giocattoli, è un museo etnografico privato di 308 m2 che si trova a Roma, nell'area del Pigneto, nel territorio del Municipio Roma V.

## Storia
Fritz Billig Hoenigsberg, che dovette emigrare da Vienna a New York per via del Nazismo, nel periodo della guerra riuscì a salvare i giocattoli a lui cari, e quindi a conservare la memoria di quelli che erano degli oggetti che accomunavano tutti i bambini europei benestanti prima della Seconda guerra mondiale. Forte di questa visione, Billig continuò a collezionare giocattoli anche negli anni seguenti. Altri giocattoli provengono da Walter Rappaport, antiquario di Miami, dalla collezione di bambole di Marzia Perez, oggetti ereditati da Lisa Billig-Hoenigsberg.

## Contenuto del museo
Il museo raccoglie la collezione che fu di Fritz Billig Hoenigsberg ed è ora di proprietà di Lisa e Franco Palmieri. È gestito dall'Associazione culturale - ente giuridico La Memoria Giocosa.
La collezione comprende 2700 giocattoli industriali costruiti tra il 1920 e il 1960, di provenienza non solo europea ma anche americana e asiatica.
Oltre a questo nucleo centrale, il museo espone anche un layout ferroviario di 28 m² in scala zero arricchito delle architetture ferroviarie dell'Otto-Novecento, un teatro da 60 posti, locandine e manifesti pubblicitari, cataloghi e una biblioteca sul tema del giocattolo. La sede del museo è arredata come una casa borghese dei primi anni del Novecento, luogo dove la terza stanza - il salotto - era quella del tempo libero, della lettura, della conversazione e dei giochi. Il giocattolo, essendo strumento del giocare, ricopiando la realtà, la racconta con la fantasia.
La Memoria Giocosa è un museo didattico, non collezionistico, costituito da 200 piani espositivi che contengono percorsi storici nei quali i giocattoli sono le tappe del percorso stesso. Secondo questa formulazione museale, La Memoria Giocosa entra nella sussidiarietà della programmazione scolastica. In tal senso, la nostalgia verso un passato raccontato con i giocattoli si trasfigura in una funzione che arricchisce l'utenza del museo di una conoscenza che è nello stesso tempo originale e inedita.